# خوسيه فرنانديز (عازف قيثارة)
خوسيه فرنانديز (بالإسبانية: Tomatito)‏ (و. 1958  م) هو عازف قيثارة إسباني، ولد في ألمرية، يستخدم آلات قيثارة.

## وصلات خارجية
- خوسيه فرنانديز على موقع IMDb (الإنجليزية)
- خوسيه فرنانديز على موقع ميوزك برينز (الإنجليزية)
- خوسيه فرنانديز على موقع ميوزك برينز (الإنجليزية)
- خوسيه فرنانديز على موقع أول ميوزيك (الإنجليزية)
- خوسيه فرنانديز على موقع ديسكوغز (الإنجليزية)
- خوسيه فرنانديز على موقع ديسكوغز (الإنجليزية)
- خوسيه فرنانديز على موقع قاعدة بيانات الفيلم (الإنجليزية)

- خوسيه فرنانديز في قاعدة بيانات الأفلام على الإنترنت